# Mirabello Sannitico
Mirabello Sannitico là một thị trấn và comune ở vùng Molise, tỉnh Campobasso. Dân số là about 1.800 người.

## Một vài hình ảnh

A view of the town of Mirabello SanniticoA view of the town of Mirabello Sannitico